# Erich Gruner (Grafiker)

Erich Gruner um 1912

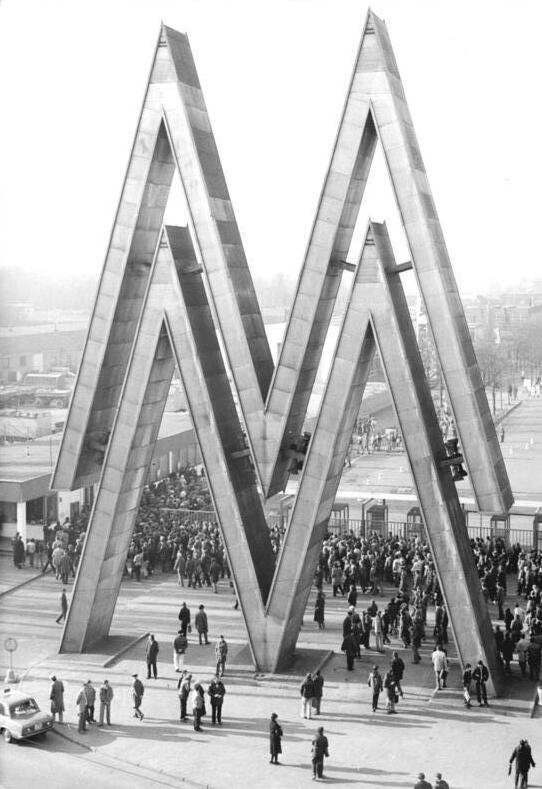
Das doppelte M als Symbol der Mustermesse in Leipzig, erschaffen von Erich Gruner, hier als überdimensionales Eingangstor auf dem Messegelände (Foto von 1983)

Louis Erich Gruner (* 14. November 1881 in Leipzig; † 30. Dezember 1966 ebenda) war ein deutscher Grafiker, Maler, Zeichner, Illustrator und Karikaturist.
Erich Gruner schuf das Logo der Leipziger Messe GmbH, das sowohl als überdimensionales, durchfahrbares Einfahrtstor an der Alten Messe, am Messeturm am Eingang des neuen Messegeländes im Norden Leipzigs, als auch als markantes drehendes Werbesignet auf dem Wintergartenhochhaus in Leipzigs Stadtmitte zu finden ist.

## Leben
Gruner war der Sohn des Leipziger Kaufmanns Louis Gruner. Er studierte von 1900 bis 1905 an der Königlichen Akademie für graphische Künste und Buchgewerbe in Leipzig. Schon ab 1902 war er in der Meisterklasse, und 1903 schloss er das Studium ab. Von 1903 bis 1904 leistete er in Leipzig den Militärdienst ab. Dabei zeichnete und malte er nebenbei, um das Geld für einen Aufenthalt in Paris zu verdienen. Ab 1905 war er mit einem Stipendium der Stadt Leipzig in Paris und arbeitete an der Academie des Beaux Arts. Mit Jean-Paul Laurens hatte er dort nur flüchtigen Kontakt. „Das war kein Lehrmeister für mich, zu dem ich Vertrauen fassen konnte“. Auch Henri Matisse, dem er begegnete, sagte ihm nicht zu. Im Atelier Bachet lernte Gruner Georg Walter Rössner kennen. Sie befreundeten sich und unternahmen zusammen eine Studienfahrt durch Frankreich, auf die Insel Jersey, nach Belgien und Holland. Danach ging Gruner wieder nach Leipzig. 1909 erhielt er ein Stipendium der Kröplerschen Stiftung und ging mit Hugo Steiner-Prag auf Studienfahrt nach Lissabon und nach Spanien. 1920 wandert er mit Valerian Tornius und Heinrich Houben über die Alpen nach Italien.
In Leipzig erhielt Gruner dank guter Kontakte zur Kaufmannschaft viele Aufträge. Er bediente die ganze Bandbreite der Gebrauchsgrafik und wurde einer der meistbeschäftigten Gebrauchsgrafiker der Stadt, betätigte sich aber erfolgreich auch als freier Maler und Grafiker, u. a. mit einer Anzahl grafische Zyklen.
Gruner war künstlerischer Berater des Leipziger Messeamts. Im Jahr 1917 (in anderen Quellen wird das Jahr 1920 genannt) schuf er das Logo MM für „Mustermesse“, zwei aufeinander ruhende Großbuchstaben. Das Kürzel findet sich bis heute im Logo der Leipziger Messe GmbH und auf dem Messeturm am Eingang des Messegeländes im Norden Leipzigs, sowie als markantes drehendes Werbesignet auf dem Wintergartenhochhaus in der Leipziger Stadtmitte. Gruner gründet 1918 und leitete dann beim Leipziger Verlag Meissner & Buch die bedeutende Mappen-Edition von Originalgrafik „Drucke der Wahlverwandten“.
Erich Gruner entwarf eine Reihe Briefmarken der DDR zum Thema Leipziger Messe (1949–1961).
Gruner war maßgeblich an der Gestaltung des Festumzugs zur 500-Jahr-Feier der Universität Leipzig sowie an der künstlerischen Gestaltung der Internationalen Ausstellung für Buchgewerbe und Graphik im Jahr 1914 und der Internationalen Pelzfach-Ausstellung im Jahr 1930 in Leipzig beteiligt. Für Letztere schuf er auf „gigantischen, zwischen silbernen Gestängen hängenden Segeln 74 Kürschnerwappen aller Zeiten aus den verschiedenen Städten und Ländern des In- und Auslandes“ sowie ein 0,80 × 8,80 Meter großes Gemälde, das Hauptbild des Saales.
Ab 1. Januar 1931 war er Leiter der neu errichteten Leipziger Kunstgewerbeschule, an der er erstmals in Deutschland Bühnenbildgestaltung als Lehrfach einführte. Erich Gruners grafisches Gesamtwerk umfasst eine Vielzahl von Arbeiten in unterschiedlichen Techniken (Radierungen, Lithografien, Holzschnitte, Linolschnitte und Zeichnungen), meist thematisch zusammengefasst in Zyklen oder seriellen Mappenwerken. Nach der kriegsbedingten Zerstörung und endgültigen Schließung der Kunstgewerbeschule im Jahre 1946 arbeitete er bis zu seinem Tod als freier Künstler.
Gruner war im Laufe seiner Karriere auf vielen Ausstellungen vertreten. In der Zeit des Nationalsozialismus war er Mitglied der Reichskammer der bildenden Künste und an mindestens zehn großen Ausstellungen beteiligt, darunter mehrere Große Leipziger Kunstausstellungen und 1939 die Große Deutsche Kunstausstellung in München. Auf dieser erwarb Hitler Gruners Ölgemälde Aprilnachmittag.
In der DDR gehörte Gruner dem Verband Bildender Künstler an.
Er war seit 1911 mit Katharina „Käthe“ Gruner (gebürtige Katharina Meyer, Tochter eines Fabrikanten aus Leipzig, ansässig in Kleinsteinberg) verheiratet. Der Ehe entstammten zwei Kinder. Die Ehefrau führte nach Gruners Tod seine Jahrzehnte umfassenden Tagebücher weiter (heute im Bestand der Sächsischen Landes- und Universitätsbibliothek (SLUB) in Dresden). Erich Gruners Bruder war der Architekt Walter Gruner (1883–1961).

## Weitere Mitgliedschaften
- Vorsitzender des Leipziger Künstlerbundes
- Deutscher Künstlerbund[5]
- Deutscher Werkbund
- Verein Leipziger Jahresausstellung

## Nachlass
Ein Teil seines Nachlasses befindet sich im Deutschen Buch- und Schriftmuseum der Deutschen Nationalbibliothek in Leipzig. Seine umfangreichen Tagebücher über den Zeitraum von Jahrzehnten sind im Bestand der Sächsischen Staats- und Universitätsbibliothek (SLUB) in Dresden, die sie auf einer Auktion erworben hat.

## Werke (Auswahl)

### Druckgrafik
- Meppen Bocksbarts nächtliches Floherlebnis und Traum (10 Lithographien; 1920 im Verlag Meissner & Buch, Leipzig, als bibliophiles Buch mit den Originallithografien, Mappenmaß 41 × 31,5 cm, Auflage 180)
- Kriegstagebuch (zwölf Holzschnitte)
- Krieg (15 Ätzradierungen; 1922 im Verlag E. A. Seemann, Leipzig, als Mappe mit den Originalradierungen, Mappenmaß 41 × 31,5 cm, Auflage 100)
- Eva (sechs Kupferstiche)
- Kavaliere (zehn Lithografien)
- Träumereien (acht Lithografien)
- Tod des Antichrist (zwölf Lithografien)

### Plakatentwürfe
- Arnold Schönberg. Gurrelieder (Konzert in der Alberthalle, 1914)[7]
- Helft, daß wir den Siegeslorbeer erringen. Zeichnet die Kriegsanleihe (1917)[8]
- Kaiser- und Volksdank für Heer und Flotte (1917)
- Künstlerredoute Schauspielhaus – Wohltätigkeitsfest Centraltheater (1921)
- Leipziger Messe Frühjahr 1948 (1948)

### Buchillustrationen
- Carl Chun: Der historische Festzug anläßlich der Jubelfeier des 500jährigen Bestehens der Universität zu Leipzig. J. J. Weber, Leipzig, 1909
- Martin Andersen Nexø: Sonnentage. Reisebilder aus Andalusien. Merseburger, Leipzig, 1909
- Julius Zeitler (Hrsg.): Zunftliederbuch. Gesellige Lieder nach schönen Weisen für Buchdrucker, Buchbinder, Buchhändler und das ganze Buchgewerbe zu Singen im Zunfthaus auf der Bugra. Georg Merseburger, Leipzig, 1914
- Arno Holz: Des berühmbten Schäffers Dafnis sälbst verfärtigte auffrichtige und Reue mühtige Riesen-Bussthräne (mit Richard Winckel). Meissner & Buch, Leipzig, 1918
- Valerian Tornius: Schöne Seelen Studien über Männer und Frauen. Klinkhardt & Biermann, Leipzig, 1920
- Paul Graener nach Christian Morgenstern: Galgenbruders Lied an Sophia, die Henkersmaid. Breitkopf & Härtel, Leipzig, 1924 (Partitur). u. a.[9]
- Max Halbe: Die Auferstehungsnacht des Doktors Adalbert. Osternovelle. Jahresgabe der Gesellschaft der Freunde der Deutschen Bücherei, 1928
- Ina Seidel: Reneé und Rainer. Gesellschaft der Bibliophilen, Leipzig, 1928
- Karl Stieler: Ein Winteridyll und Lieder eines fahrenden Schülers. Deutsche Buchgemeinschaft GmbH Berlin, 1930
- Nina E. Rakovskaja: Unsere Haustiere. SWA-Verlag, Berlin, 1949
- Nikolai Nikolajewitsch Miklucho-Maklai: Tamo. Russische Reisetagebücher. SWA-Verlag, Berlin, 1950

### Publikation Gruners
- Erich Gruner: Judas. Selbstverlag. Leipzig 1912[10]
- Deutsche Buchkünstler und Gebrauchsgrafiker der Gegenwart in Selbstdarstellungen. Erich Gruner. Verlag des Deutschen Buchgewerbevereins, Leipzig, 1924

## Varia
- Von Erich Gruner sind aus dem Jahr 1919 Entwürfe überliefert, die die Bergkirche Beucha mit einer von Gruner gestalteten Innen-Ausmalung der Kirche zeigen. Das Projekt wurde nicht verwirklicht.[11]
- Der Publizist Lutz Heydick würdigte Erich Gruner und sein Schaffen mit einem Bild-Vortrag am 19. September 2019 in der Bergkirche Beucha.[12]